# Philip Jakob Milchmeyer
Philip Jakob Milchmeyer (Frankfurt, Alemanya, 1750 - Estrasburg, 15 de març de 1813) fou un pianista i mecànic alemany.
Fou músic de la cort de Baviera, i després d'haver romàs molt de temps a París s'establí a Magúncia. Allà construí un piano amb tres teclats, capaç de produir 150 combinacions de sonoritats diferents. Finalment, es traslladà, a Estrasburg, on es dedicà a l'ensenyança del piano.
Publicà un mètode per a piano, i l'obra Die wchre Art, das Pianoforte su spielen (1997).